# Dr Spikee
Dr Spikee – album krakowskiego rapera Karramby. Wystąpili na niej tacy goście jak: Grzegorz Markowski, Andrzej Mogielnicki, Piotr Zander czy Zbigniew Hołdys.
W 1999 roku album uzyskał nominację do nagrody polskiego przemysłu fonograficznego Fryderyka w kategorii "najlepszy album rap/hip-hop".

## Lista utworów
1. Intro
2. Dr. Spikee
3. Ja sem netoperek
4. Nie możesz się bać!
5. 0700 Party line
6. Marchewkowe pole
7. Uuu... Bejbe
8. Uh! Dee – Dee
9. Wróć (part II)
10. Dr. Spikee – Vulcano canarian mix
11. Najbrudniejsza z dróg
12. Erni & Berni
13. Bardzo ważna rzecz
14. Jestem sobą
15. 0700 Party line – Eternal frozen mix
16. Poczuj mój ból!
17. Wróć! (part I)
18. Wróć! – Epilog
19. In Your Room – Tribute to Depeche Mode
20. Outro